# Kraina Mazursko-Kurpiowska

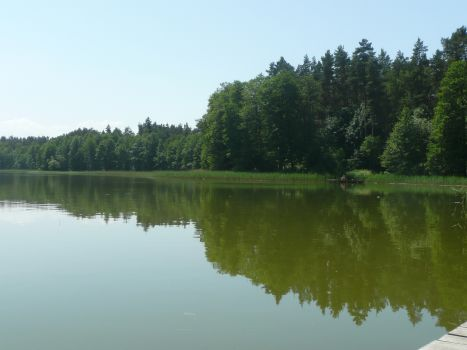
Kraina Wielkich Jezior

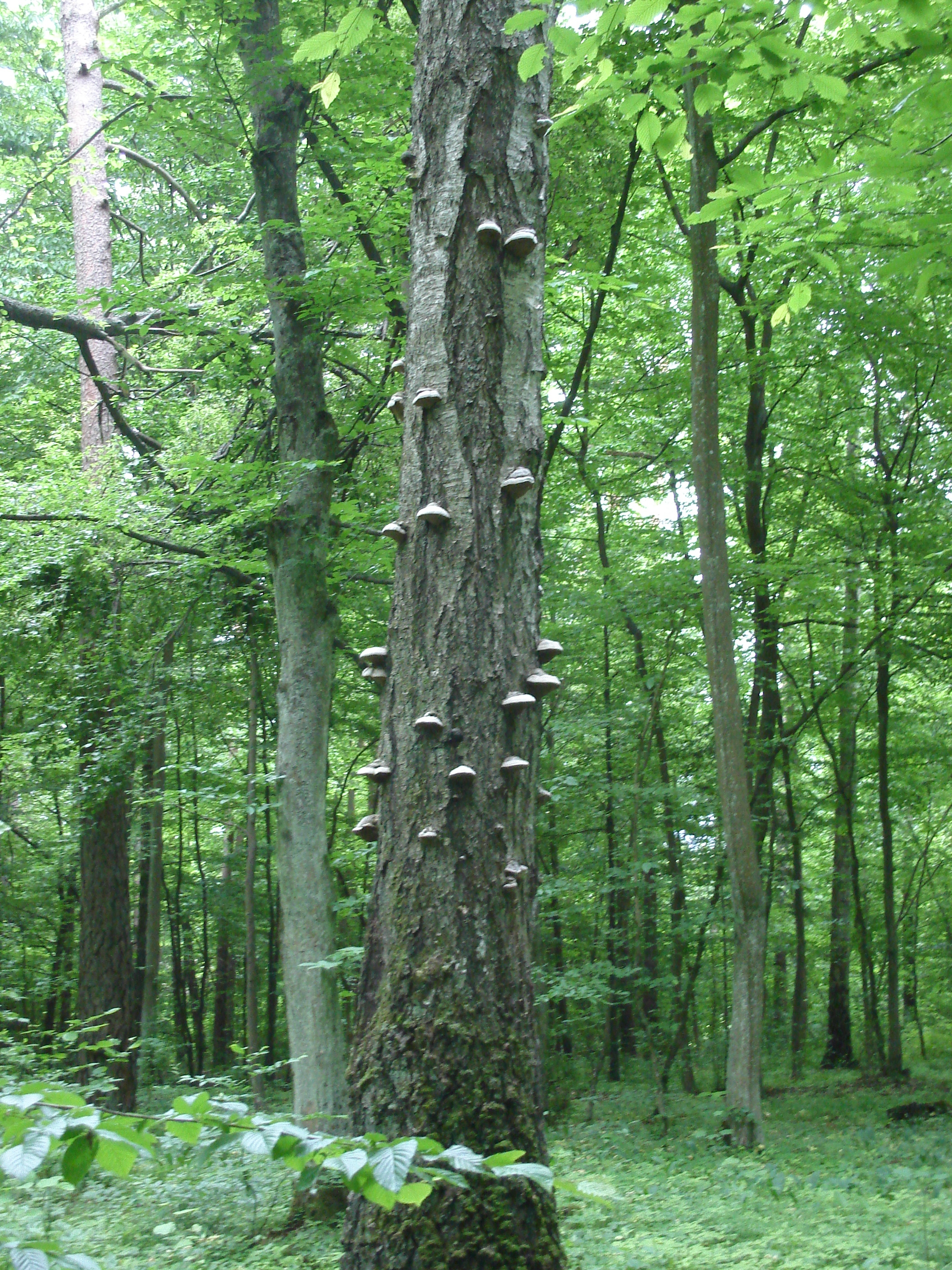
Puszcza Piska

Kraina Mazursko-Kurpiowska – kraina wydzielana w systemie regionalizacji geobotanicznej Władysława Szafera obejmująca zachodnią część Działu Północnego. W systemie krain-przyrodniczo leśnych Mroczkiewicza jej zakres zbliżony jest do dzielnic Pojezierza Mazurskiego i Równiny Mazurskiej wchodzących w skład Krainy Mazursko-Podlaskiej wraz z dzielnicą Równiny Kurpiowskiej Krainy Mazowiecko-Podlaskiej.

## Położenie
Kraina Mazursko-Kurpiowska dzieli się na dwa okręgi: Pojezierza Mazurskiego i Kurpiowsko-Piski. Pierwszy obejmuje wschodnią część Pojezierza Mazurskiego (głównie Kraina Wielkich Jezior Mazurskich i Pojezierze Ełckie), a drugi jego część południowo-wschodnią (Równina Mazurska) i przyległą część nizin środkowopolskich (Równina Kurpiowska), pomiędzy Pisą a Orzycem. Na północy sięga granicy państwowej, a na południu Narwi. Od zachodu graniczy nieostro z okręgiem olsztyńskim Krainy Pojezierze Olsztyńskie, od południa z okręgami północnomazowieckim i warszawskim Krainy Mazowieckiej, od wschodu z okręgiem północnopodlaskim Krainy Podlaskiej, Krainą Biebrzańską i Krainą Suwalsko-Augustowską. W pierwszym okręgu przeważa krajobraz morenowy (pojezierny), podczas gdy w drugim sandrowy.

## Szata roślinna
Dla lasów Krainy Mazursko-Kurpiowskiej charakterystyczna jest dominacja świerka pospolitego. Inne częstsze gatunki drzew to sosna zwyczajna, grab pospolity i lipa drobnolistna. Buk zwyczajny występuje jedynie wyspowo, a zachodnia granica krainy jest w przybliżeniu zbieżna ze wschodnią granicą jego zasięgu. Trzy większe kompleksy leśne to Puszcza Borecka, Puszcza Piska i Puszcza Kurpiowska (Zielona). Zespoły leśne obu okręgów nieco się różnią (np. w okręgu kurpiowsko-piskim większy udział ma sosna, a mniejszy grab i lipa, a Pojezierze Mazurskie nawiązuje do Krainy Suwalsko-Augustowskiej m.in. obecnością świerczyny na torfie).
Dla krainy, a zwłaszcza okręgu pojeziernego, charakterystyczne są torfowiska o dużym zróżnicowaniu typologicznym. Najczęstsze są torfowiska niskie i przejściowe, ale występują też wysokie, choć typowe wysokie torfowiska ombrogeniczne są w granicach tej krainy rozproszone i rzadkie. Zdarzają się także torfowiska źródliskowe. Torfowiska przechodzą w lasy i bory bagienne, a w wyniku osuszenia w łąki.
Roślinność wydm ma charakter typowy dla ogólnopolskiej roślinności wydm śródlądowych. Roślinność kserotermiczna porasta zwykle południowe zbocza dolin jeziornych i rzecznych. Niektóre gatunki (trzmielina brodawkowata czy głóg jednoszyjkowy) są rzadsze niż w podobnych zbiorowiskach reszty Polski, gdyż są tu an skraju zasięgu występowania.
Roślinność jezior ma charakter od oligotroficznego (zubożałe florystycznie w porównaniu do Pomorza postacie jezior lobeliowych) i dystroficznego po najczęstsze jeziora eutroficzne. Z brzegami jezior i rzek związane są zbiorowiska szuwarowe, łopuszyny itp.
Południowa i zachodnia granica krainy jest jednocześnie granicą działów bałtyckiego i północnego, co wiąże się ze zbieganiem się granic zasięgu gatunków o charakterze atlantyckim (buk zwyczajny) z jednej, a borealnym (np. grążel drobny, szczwoligorz tatarski, turzyca torfowa, wierzba lapońska, turzyca życicowa, turzyca luźnokwiatowa, przytulia trójdzielna, ostrożeń łąkowy) z drugiej strony, mimo że niektóre z gatunków północnych mają zasięg szerszy (sięgający Pomorza lub wyspowo w górach) lub węższy (częstsze na Suwalszczyźnie), a niektóre gatunki południowo-zachodnie można spotkać również w obrębie krainy. W obrębie okręgu pojeziernego krainy występuje ponad 160 gatunków uważanych za borealne, podczas gdy na Pojezierzu Olsztyńskim, Równinie Kurpiowskiej czy w Kotlinie Biebrzy sto pięćdziesiąt kilka, a dalej na zachód i południe poniżej 140.